# Dyskografia Nick Cave and the Bad Seeds
Dyskografia Nick Cave'a and the Bad Seeds, australijskiego zespołu rockowego o wielonarodowościowym składzie. 
Lista nie zawiera płyt, wydanych w osobnych projektach Nicka Cave'a czy innych członków zespołu.

## Albumy studyjne
| From Her to Eternity                    | - Data wydania: 1 czerwca 1984 - Wydawca: Mute Records       | 40  | –   | –  | –  | –  | –  |
| The Firstborn Is Dead                   | - Data wydania: 3 czerwca 1985 - Wydawca: Mute Records       | 53  | –   | –  | –  | –  | –  |
| Kicking Against the Pricks              | - Data wydania: 18 sierpnia 1986 - Wydawca: Mute Records     | 89  | –   | –  | –  | –  | 48 |
| Your Funeral, My Trial                  | - Data wydania: 3 listopada 1986 - Wydawca: Mute Records     | –   | –   | –  | –  | –  | –  |
| Tender Prey                             | - Data wydania: 19 września 1988 - Wydawca: Mute Records     | 67  | –   | –  | –  | –  | –  |
| The Good Son                            | - Data wydania: 17 kwietnia 1990 - Wydawca: Mute Records     | 47  | –   | 93 | –  | –  | 44 |
| Henry’s Dream                           | - Data wydania: 27 kwietnia 1992 - Wydawca: Mute Records     | 29  | –   | 41 | 59 | –  | 70 |
| Let Love In                             | - Data wydania: 18 kwietnia 1994 - Wydawca: Mute Records     | 12  | –   | 8  | 34 | –  | 57 |
| Murder Ballads                          | - Data wydania: 20 lutego 1996 - Wydawca: Mute Records       | 8   | –   | 3  | 5  | –  | 18 |
| The Boatman’s Call                      | - Data wydania: 4 marca 1997 - Wydawca: Mute Records         | 22  | 155 | 5  | 19 | –  | 58 |
| No More Shall We Part                   | - Data wydania: 10 kwietnia 2001 - Wydawca: Mute Records     | 15  | 180 | 4  | 8  | 1  | 23 |
| Nocturama                               | - Data wydania: 25 lutego 2003 - Wydawca: Mute Records       | 20  | 182 | 8  | 11 | 13 | 14 |
| Abattoir Blues/The Lyre of Orpheus      | - Data wydania: 20 września 2004 - Wydawca: Mute Records     | 11  | 126 | 5  | 7  | 9  | 7  |
| Dig, Lazarus, Dig!!!                    | - Data wydania: 3 marca 2008 - Wydawca: Mute Records         | 4   | 64  | 2  | 6  | 19 | 10 |
| Push the Sky Away                       | - Data wydania: 18 lutego 2013 - Wydawca: Bad Seed Ltd       | 3   | 29  | 1  | 2  | 2  | 1  |
| Skeleton Tree                           | - Data wydania: 9 września 2016 - Wydawca: Bad Seed Ltd      | 2/2 | 13  | 1  | 3  | 3  | 2  |
| Ghosteen                                | - Data wydania: 4 października 2019 - Wydawca: Bad Seed Ltd  | 4/4 | 7   | 2  | 6  | –  | 4  |
| Wild God                                | - Data wydania: 30 sierpnia 2024 (w planach) - Wydawca: Pias |     |     |    |    |    |    |
| „–” oznacza, że album nie był notowany. |                                                              |     |     |    |    |    |    |

## Kompilacje
| Tytuł                                                     | Dane dot. albumu                                             | Pozycja na liście | Pozycja na liście | Pozycja na liście | Pozycja na liście | Pozycja na liście |
| Tytuł                                                     | Dane dot. albumu                                             | UK                | USA               | AUS               | DEU               | NLD               |
| --------------------------------------------------------- | ------------------------------------------------------------ | ----------------- | ----------------- | ----------------- | ----------------- | ----------------- |
| The Best of Nick Cave and the Bad Seeds                   | - Data wydania: 26 marca 1998 - Wydawca: Mute Records        | 11                | –                 | 2                 | 26                | 90                |
| B-Sides & Rarities                                        | - Data wydania: 22 marca 2005 - Wydawca: Mute Records        | 74/32             | –                 | 36                | 60                | 67                |
| Lovely Creatures: The Best of Nick Cave and the Bad Seeds | - Data wydania: 5 maja 2017 - Wydawca: Mute Records          | 8/6               | 72                | 8                 | 10                | 12                |
| B-Sides & Rarities Part II                                | - Data wydania: 22 października 2021 - Wydawca: Mute Records | 27/10             | 60                | 38                | 19                | 17                |
| B-Sides & Rarities Parts I & II                           | - Data wydania: 22 października 2021 - Wydawca: Mute Records | 36                | –                 | ?                 | 24                | 96                |

## Albumy koncertowe
| Live Seeds                                  | - Data wydania: 6 września 1993 - Wydawca: Mute Records    | 67/20 | 100 | 47 | –  | 88 |
| The Abattoir Blues Tour                     | - Data wydania: 29 stycznia 2007 - Wydawca: Mute Records   | –     | –   | –  | –  | –  |
| Live at the Royal Albert Hall               | - Data wydania: 24 listopada 2008 - Wydawca: Mute Records  | –     | –   | –  | –  | –  |
| Live from KCRW                              | - Data wydania: 29 listopada 2013 - Wydawca: Bad Seed Ltd. | 81    | –   | –  | 51 | 46 |
| Distant Sky: Live in Copenhagen (minialbum) | - Data wydania: 28 września 2018 - Wydawca: Bad Seed Ltd.  | 74/30 | –   | –  | 82 | –  |
| „–” oznacza, że album nie był notowany.     |                                                            |       |     |    |    |    |

## Albumy wideo
| The Road to God Knows Where             | - Data wydania: 1990 - Wydawca: Mute Film                | –  |
| Live at the Paradiso                    | - Data wydania: 1992 - Wydawca: Mute Film                | –  |
| Nick Cave and the Bad Seeds: The Videos | - Data wydania: 1998 - Wydawca: Mute Film                | –  |
| God Is In The House                     | - Data wydania: 26 sierpnia 2003 - Wydawca: Mute Film    | –  |
| The Abattoir Blues Tour                 | - Data wydania: 29 stycznia 2007 - Wydawca: Mute Records | 24 |
| „–” oznacza, że album nie był notowany. |                                                          |    |

## Single
| Rok wydania | Singel                                            | Najwyższa pozycja | Najwyższa pozycja | Najwyższa pozycja | z albumu                           |
| Rok wydania | Singel                                            | UK                | AUS               | DEU               | z albumu                           |
| ----------- | ------------------------------------------------- | ----------------- | ----------------- | ----------------- | ---------------------------------- |
| 1984        | „In the Ghetto”                                   | 84                | –                 | –                 | From Her to Eternity               |
| 1985        | „Tupelo”                                          | –                 | –                 | –                 | The Firstborn Is Dead              |
| 1986        | „The Singer”                                      | –                 | –                 | –                 | Kicking Against the Pricks         |
| 1988        | „The Mercy Seat”                                  | 86                | –                 | –                 | Tender Prey                        |
| 1988        | „Deanna”                                          | –                 | –                 | –                 | Tender Prey                        |
| 1990        | „The Ship Song”                                   | 84                | –                 | –                 | The Good Son                       |
| 1990        | „The Weeping Song”                                | –                 | –                 | –                 | The Good Son                       |
| 1992        | „Straight to You / Jack the Ripper”               | 68                | 96                | –                 | Henry’s Dream                      |
| 1992        | „I Had a Dream, Joe”                              | 85                | 75                | –                 | Henry’s Dream                      |
| 1992        | „What a Wonderful World”                          | 72                | 89                | –                 | nie zawarty na albumie             |
| 1994        | „Do You Love Me?”                                 | 68                | 62                | –                 | Let Love In                        |
| 1994        | „Loverman”                                        | 88                | –                 | –                 | Let Love In                        |
| 1995        | „Red Right Hand”                                  | 68/64             | 62                | –                 | Let Love In                        |
| 1995        | „Where the Wild Roses Grow”                       | 11                | 2                 | 12                | Murder Ballads                     |
| 1996        | „Henry Lee”                                       | 36                | 72                | –                 | Murder Ballads                     |
| 1997        | „Into My Arms”                                    | 53/97             | 26                | –                 | The Boatman’s Call                 |
| 1997        | „(Are You) The One That I've Been Waiting For”    | 67                | –                 | –                 | The Boatman’s Call                 |
| 2001        | „As I Sat Sadly By Her Side”                      | 42                | 80                | –                 | No More Shall We Part              |
| 2001        | „Fifteen Feet of Pure White Snow”                 | 52                | –                 | –                 | No More Shall We Part              |
| 2002        | „Love Letter”                                     | –                 | 86                | –                 | No More Shall We Part              |
| 2003        | „Bring It On”                                     | 58                | –                 | –                 | Nocturama                          |
| 2003        | „He Wants You / Babe I'm on Fire”                 | –                 | –                 | –                 | Nocturama                          |
| 2003        | „Rock of Gibraltar”                               | 136               | –                 | –                 | Nocturama                          |
| 2004        | „Nature Boy”                                      | 37                | 88                | 89                | Abattoir Blues/The Lyre of Orpheus |
| 2004        | „Breathless / There She Goes, My Beautiful World” | 45                | –                 | –                 | Abattoir Blues/The Lyre of Orpheus |
| 2005        | „Get Ready for Love”                              | 62                | –                 | –                 | Abattoir Blues/The Lyre of Orpheus |
| 2008        | „Dig, Lazarus, Dig !!!”                           | 66                | –                 | –                 | Dig, Lazarus, Dig!!!               |
| 2008        | „Midnight Man”                                    | –                 | –                 | –                 | Dig, Lazarus, Dig!!!               |
| 2008        | „More News from Nowhere”                          | 171               | –                 | –                 | Dig, Lazarus, Dig!!!               |
| 2012        | „We No Who U R”                                   | –                 | –                 | –                 | Push the Sky Away                  |
| 2013        | „Jubilee Street”                                  | –                 | –                 | –                 | Push the Sky Away                  |
| 2013        | „Mermaids”                                        | –                 | –                 | –                 | Push the Sky Away                  |
| 2014        | „Push the Sky Away”                               | –                 | –                 | 77                | Push the Sky Away                  |
| 2024        | „Wild God”                                        | –                 | –                 | –                 | Wild God                           |
| 2024        | „Frogs”                                           | 45                | –                 | –                 | Wild God                           |
| 2024        | „Long Dark Night”                                 | –                 | –                 | –                 | Wild God                           |